# حصار زارا
```
حِصار زارا (
بالكرواتية
: Opsada Zadra ؛ 
بالمجرية
: Zára ostroma)، كان أول حَدث رئيسي خِلال 
الحملة الصليبية الرابعة
 وأول هجوم على مدينة 
كاثوليكية
 من قبل 
الصليبيين
 الكاثوليك. كان للصليبيين اتفاق مع 
جمهورية البندقية
 يَسمَح لَهم بِعبر البَحر، لكن الثمن فاق بكثير ما كانوا قادرين على دَفعه. بحَيث حَددت 
البُندقية
 شرط العُبور على أن يساعدهم 
الصليبيون
 في الاستيلاء على 
زارا
 (
زادار
 اليَوم) ، وهي عبارة عَن ساحة صِراع مُستمر بين 
جمهورية البندقية
 من جهة 
ومملكة كرواتيا
 
ومملكة المجر
 من جهة أخرى، والتي تعهد ملكها، 
إمريك
 ، بالانضمام إلى 
الحملة الصليبية
. على الرغم من رفض بعض الصليبيين المشاركة في الحصار، إلا أن الهجوم على 
زارا
 بدأ في نوفمبر 1202 على الرغم من رسائل البابا 
إنوسنت الثالث
 التي تحظر مثل هذا العمل وهَددت 
بالحرمان الكنسي
. سقط 
زارا
 في 24 نوفمبر ونَهَبَ البنادقة والصليبيون المدينة. بعد فصل الشتاء في 
زارا
 ، استمرت 
الحملة الصليبية الرابعة
 في مَسارها، مما أدى إلى 
حصار القسطنطينية
. 
[
7
]
[
8
]
```

خَلفية
بعد فترة وجيزة من انتخابه للبابا عام 1198 ، نشر البابا إنوسنت الثالث عدة منشورات بابوية تدعو إلى غزو واستعادة الأراضي المقدسة من المسلمين. اختلفت خطته لتحقيق ذلك عن الحَملتين الصليبيتين الثانية والثالثة والَتي باءَتا بالفَشل في نهاية المطاف من عدة نواحٍ. بدلاً من النبلاء العلمانيين الذين قادوا الحروب الصليبية السابقة، سَتَكون هذه الحَملة، من الناحية النظرية، تحت السيطرة البابوية بالكامل. كما دعت خطة إنوسنت الجيوش الغازية إلى السفر إلى مصر عن طريق البحر والاستيلاء على دلتا النيل ، والتي ستستخدم بعد ذلك كقاعدة لغزو فلسطين. تم استقبال دعوته في البداية بشكل سيئ بين العائلات الحاكمة في أوروبا، ولكن بحلول عام 1200 ، تم تشكيل جيش قوامه حوالي 35000.
تَوَصلَ إنوسنت الثالث ألى اتفاقية مع جمهورية البندقية ، القوة البحرية المهيمنة في أوروبا في ذلك الوقت، يتضمن الأتفاق بناء أسطول من السفن الحربية ووسائل نقل، وَينص الأتفاق على أن حوالي 35000 من الصليبيين سيحتاجون إلى النقل مُقابل أن يتم دفع 94000 مارك من الفضة للفينيسيين، على أقساط. اختار مجلس عُقد في سواسون في يونيو 1201 بونيفاس الاول من مونتفيرات لقيادة الحملة. 
حددت الاتفاقية بين البندقية والصليبيين موعد وصول القوات الصَليبية إلى البندقية قبل نهاية أبريل 1202 ، من أجل توفير السُفن في الوقت المناسب للعبور الصيفي في نهاية يونيو. اعتمد قادة الحملة الصليبية على جمع الأموال التي لا تزال مستحقة لجمهورية البندقية من خلال جمع الأموال من الصليبيين الأفراد. ومع ذلك، فإن المجموعات الصليبية الأولى لم تغادر فرنسا حتى أبريل ومايو، والبعض الآخر تأرجح طوال الصيف واختار بعض النبلاء الفرنسيين الإبحار بدلاً من ذلك من خِلال مرسيليا والموانئ الأخرى. لذلك، بعد أن علق الفينيسيون عملياتهم التجارية المعتادة لمدة عام لبناء السفن وطاقمها، ظهر حوالي 12000 صليبي فقط في البندقية. أضاف بونيفاس والنبلاء المال الذي يمكنهم توفيره، وتعهدوا بصفيحة الذهب والفضة لمقرضي الأموال في البندقية.  مَع ذلك كانَ الصليبيون لا يزالون يجدون أنفسهم قادرين فقط على دفع 51000 مارك للبندقية. رداً على ذلك، أشار الفينيسيون إلى أنهم سيقبلون مُساعدة الصليبيون لغزو مَدينة زارا (الآن زادار ، كرواتيا) ، وهي مدينة كاثوليكية على ساحل البحر الأدرياتيكي ، وكذلك غزو ترييستي القريبة، بدلاً من الدفع في الوقت الحالي ؛ [11] كان على الصليبيين بعد ذلك دفع الباقي المستحق للفينيسيين من مكاسبهم الأولية في الحملة الصليبية. كانت مَدينة زارا قد تمرد ضد جمهورية البندقية عام 1183 ، ووضعت نفسها تحت الحماية المزدوجة للبابا وملك المَجر إمريك  (الذي وافق مؤخرًا على الانضمام إلى الحملة الصليبية). على الرغم من أن مجموعة كبيرة من الصليبيين وجدوا الخطة مثيرة للاشمئزاز ورفضت المشاركة، إلا أن الغالبية وافقت (الرغم من رسائل البابا إنوسنت الثالث التي تحظر مثل هذا العمل وهَددت بالحرمان الكنسي) ، مشيرة إلى أنها ضرورية لتحقيق الهدف الأكبر المتمثل في الاستيلاء على القدس. 

## الهُجوم
بمجرد إبرام الاتفاقية، بدأ الصليبيون والبنادقة بالصعود على السفن. استخدم الصليبيون 50 وسيلة نقل برمائية و 100 ناقلة خيول و 60 سفينة حربية صممها وصنعوها لهم البنادقة. كانت وسائل النقل الخاصة بهم بطول 30 مترًا وعرض 9 أمتار وارتفاعها 12 مترًا، وطاقم من 100. كل واحد يمكن أن يحمل ما يصل إلى 600 من المشاة. تتميز حاملات الخيول برافعات مصممة خصيصًا لنقل حمولتها من الخيول، ومنحدرات مميزة قابلة للطي أسفل خط الماء يمكن فتحها للسماح للخَيالة الراكبين بالأنزال مباشرة على الشاطئ. كانت السفن الحربية الفينيسية مدعومة بـ 100 مجدف لكل منها وظهرت كباش ذات رؤوس معدنية فوق خط الماء مباشرةً كأسلحتهم الأساسية.  كما حملوا أكثر من 300 سلاح حصار.
غادر الأسطول الفينيسي، بقيادة إنريكو داندولو ، الميناء في 1 أكتوبر باتجاه استريا وفرض سيادة البندقية على تريست وموجا وبولا. غادرت معظم القوات الصليبية البندقية في 8 أكتوبر. التقى الجيشان بالقرب من بولا وأبحرا معًا نحو زادار. لم يكن داندولو في عجلة من أمره حيث خطط للبقاء في زادار خلال فصل الشتاء. 
عشية عيد القديس مارتن وصل الأسطول إلى زادار. اتخذ الهجوم على زادار شكل إنزال برمائي أعقبه حصار قصير. تم وضع السلاسل والأذرع عبر مصب ميناء زادار للدفاع، لكن الصليبيين اقتحموا السفن الخاصة بهم في البندقية وأنزلوا قواتهم ومعداتهم بالقرب من المدينة، حيث أقاموا معسكرًا.  علق مواطنو زادار أعلامًا عليها صلبان على الجدران، مما يدل على أنها مدينة مسيحية.  رفض بعض قادة الصليبيين، بما في ذلك سيمون دي مونتفورت وروبرت دي بوفيس وجاي فو دو سيرناي، المشاركة في الحصار وطلبوا إنقاذ المدينة. نيابة عن البابا، قرأ جاي فو دو سيرناي رسالة سلمها أليه بطرس من لوسيديو نها فيها عن احتلال المدينة «لأنها مِدينة مِسيحيين وأنتُم حُجاج». ومع ذلك، وقف معظم الصليبيين إلى جانب داندولو ، بينما خيم سيمون دي مونتفورت وغيره من الصليبيين الذين رفضوا المشاركة في الحصار بعيدًا عن المدينة. 

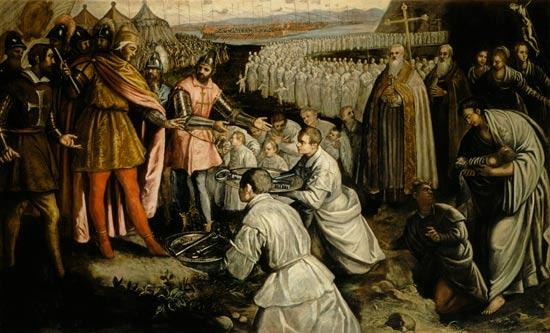
أستسلام زارا، بريشة تينتوريتو.

في 13 نوفمبر تم نَصب آلات الحصار واستخدامها لقصف أسوار المدينة. سقط زارا في 24 نوفمبر 1202 ، ونُذر الحادِث بحصار القسطنطينية في وقت لاحق في الحملة. فر معظم سكان زارا إلى نين وبيوغراد أو الجزر المحيطة. 

## ما بعد الكارثة
بعد الاستيلاء على المدينة، اندلعت أعمال عنف واسعة النطاق بين الفرانكيين والفينيسيين حول توزيع الغَنائم. يسجل المؤلف المجهول لكتاب «ديفاستاتيو كونستانتينووبوليتانا» عدد القَتلا 100 قَتيل أعمال عنف. 

في عام 1203 ، حرم البابا إنوسنت الثالث الجيش الصليبي بأكمله، جنبًا إلى جنب مع البندقية ، لمشاركتهم في الهجوم، حيث كتب:
تأمَل ذَهبك قدْ تحَول إلى مَعدن عادي وفضتك قد صَدأت تمامًا مُنذ أبتِعادك عن نقاء خطتك ومَيلكَ عن المسار إلى الطَريق غير السالِك، عليك، إذا جازَ التعبير، سحب يَدك منَ المِحراث [نص محذوف] لأنه عندما [نص محذوف] كانَ عَليكَ أن تُسرع إلى الأرض التي يَفيض مِنها اللبن والعسل، انحَرفت ضالاً إلى الصَحراء. 
في فبراير 1203 ، ألغى البابا الحرم الكنسي المفروض على الجميع ما عَدا البندقية في الحملة. 

## المَراجع
1. ↑  Michaud، Joseph François (1882). The History of the Crusades. A. C. Armstrong and Son. ص. 63. مؤرشف من الأصل في 2017-01-16. اطلع عليه بتاريخ 2013-11-09.
2. ↑  Setton، Kenneth M.؛ Wolff، Robert Lee؛ Hazard، Harry W. (15 ديسمبر 1969). The Later Crusades, 1189–1311. University of Wisconsin Press. ص. 174. ISBN:9780299048440. مؤرشف من الأصل في 2021-01-27. اطلع عليه بتاريخ 2013-11-10.
3. ↑  Sethre، Janet (2003). The souls of Venice. ص. 54–55. ISBN:0-7864-1573-8.
4. ↑  Queller، Donald E.؛ Madden، Thomas F. (1999). The Fourth Crusade: The Conquest of Constantinople. University of Pennsylvania Press. مؤرشف من الأصل في 2022-04-23. اطلع عليه بتاريخ 2013-11-09.
5. 1 2  J. Phillips, The Fourth Crusade and the Sack of Constantinople, 269
6. ↑  J. Phillips, The Fourth Crusade and the Sack of Constantinople, 106
7. ↑  Timeline Croatia 1202 نسخة محفوظة 2021-10-26 على موقع واي باك مشين.
8. ↑  Jonville and Villehardouin, Chronicles of the Crusades, Penguin Classics, pp. 22
9. ↑  Wolff، R. L. (1969). "V: The Fourth Crusade". في Hazard, H. W. (المحرر). The later Crusades, 1189–1311. University of Wisconsin Press. ص. 162. مؤرشف من الأصل في 2020-11-12. اطلع عليه بتاريخ 2013-11-09.
10. 1 2  Louis René Bréhier (1908). "Enrico Dandolo". In Catholic Encyclopedia. 4. New York: Robert Appleton Company.
11. 1 2  Krešimir Kužić: Hrvati i križari, p. 30
12. 1 2  "Fourth Crusade". Weider History Group. مؤرشف من الأصل في 2006-05-29. اطلع عليه بتاريخ 2013-11-08.
13. ↑  Nada Klaić, Ivo Petricioli: Zadar u Srednjem vijeku do 1409., 1976, p. 177
14. ↑  Gibbon، Edward (1789). "Fall in the East". The History of the Decline and Fall of the Roman Empire. ج. VI. مؤرشف من الأصل في 2020-11-14.
15. ↑  Petar Skok, Geoffroi de Villehardouin, Robert de Clari, Martino da Canale: Tri starofrancuske hronike o Zadru u godini 1202, p. 123 نسخة محفوظة 2016-04-30 على موقع واي باك مشين.
16. ↑  Nada Klaić, Ivo Petricioli: Zadar u Srednjem vijeku do 1409., 1976, p. 178
17. ↑  Andrea، A. Contemporary Sources for the Fourth Crusade. ص. 215.
18. ↑  Runciman, Steven. The Kingdom of Acre and the Later Crusades, (1954; repr., London: Folio Society, 1994), 98
19. ↑  O. Hageneder، المحرر (1993). Letters of Pope Innocent III concerning the Fourth Crusade and the Latin Empire of Constantinople. Vienna: University of Leeds. مؤرشف من الأصل في 2011-08-21.{{استشهاد بكتاب}}:  صيانة الاستشهاد: BOT: original URL status unknown (link)